# Portsmouth F.C.
Portsmouth Football Club (wymowa: /ˈpɔərtsməθ/; nazywany również Pompey) – angielski klub piłkarski z siedzibą w Portsmouth. Od sezonu 2024/2025 występuje w Championship.
Od roku 1898 swoje mecze domowe rozgrywa na stadionie Fratton Park. Klub dwukrotnie był mistrzem kraju (w roku 1949 i 1950) oraz tyle samo razy zdobył Puchar Anglii (w roku 1939 oraz 2008).

## Sukcesy
- Mistrzostwo Anglii: 1949, 1950
- Puchar Anglii: 1939, 2008

## Klubowe rekordy
- Rekordowa liczba widzów: 51 385 .vs. Derby County, Puchar Anglii, 1948/1949
- Najwyższe zwycięstwo: 9:1 .vs. Notts County, Division 2, 9 kwietnia 1927
- Najwyższa porażka: 0:10 .vs. Leicester City, Division 1, 20 października 1928
- Najwięcej występów: Jimmy Dickinson, 834, 1946-1965
- Najwięcej występów w lidze: Jimmy Dickinson, 764
- Najwięcej bramek w lidze: Peter Harris, 194, 1946-1960
- Najwięcej ligowych bramek w jednym sezonie: Guy Whittingham, 42, 1992/1993
- Najwięcej występów w reprezentacji: Jimmy Dickinson, 48 występów dla Anglii
- Najwyższa suma transferu (otrzymana): £16,5m – Jermain Defoe, Tottenham Hotspur, 2009
- Najwyższa suma transferu (wydana): £7,5m – Jermain Defoe, Tottenham Hotspur, 2008

## Stadion

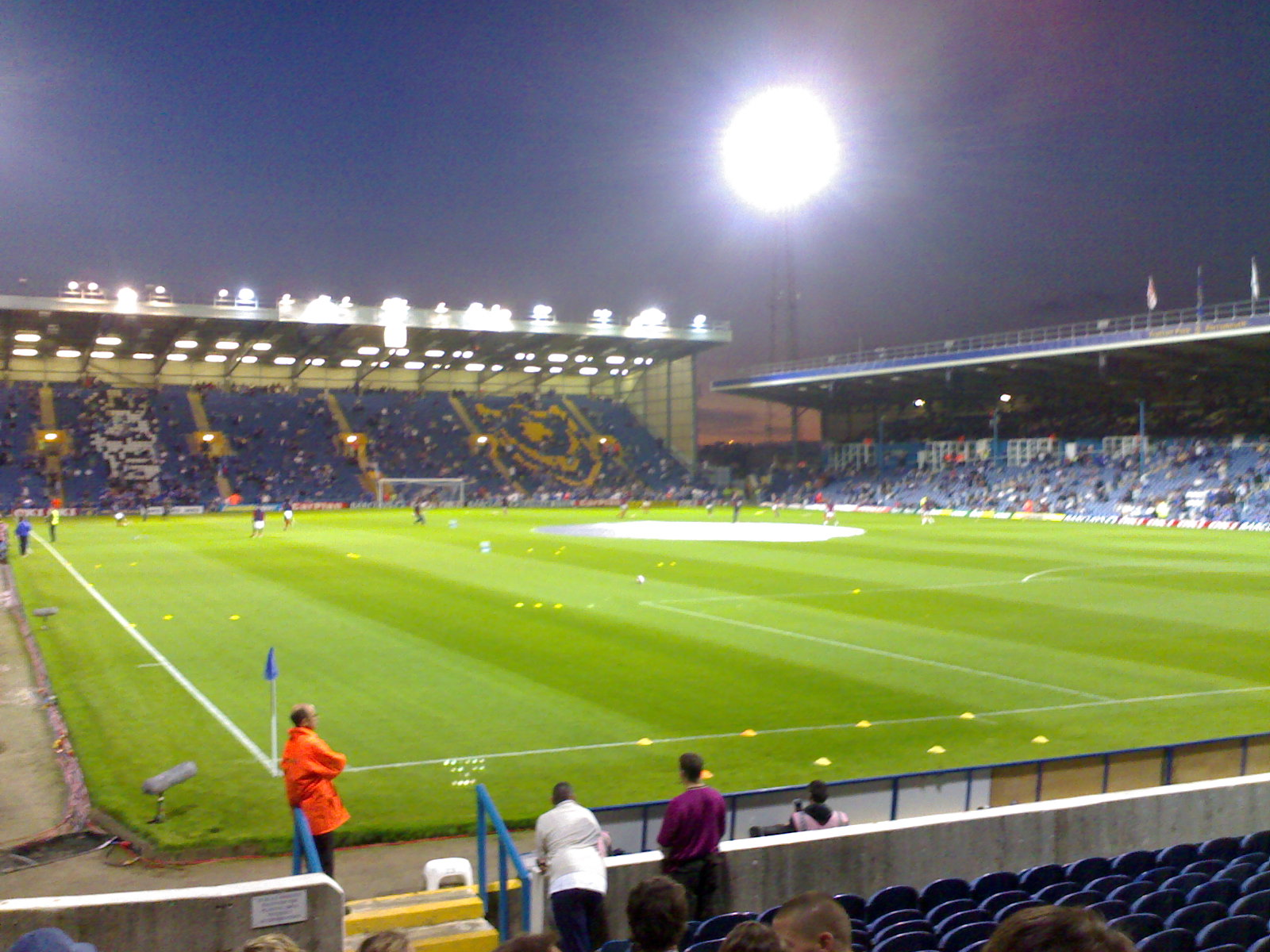
Fratton Park

- Nazwa: Fratton Park
- Pojemność: 20 224
- Inauguracja: 1898
- Wymiary boiska: 105 × 66 m

## Trenerzy
| - Frank Brettell (1898-1901) - Bob Blyth (1901-1904) - Richard Bonney (1905-1908) - Bob Brown (1911-1920) - John McCartney (1920-1927) - Jack Tinn (1927-1947) - Bob Jackson (1947-1952) - Eddie Lever (1952-1958) - Freddie Cox (1958-1961) - George Smith (1961-1970) - Ron Tindall (1970-1973) - John Mortimore (1973-1974) - Ian St. John (1974-1977) - Jimmy Dickinson (1977-1979) - Frank Burrows (1979-1982) - Bobby Campbell (1982-1984) - Alan Ball (1984-1989) - John Gregory (1989-1990) - Frank Burrows (1990-1991) - Jim Smith (1991-1995) | - Terry Fenwick (1995-1998) - Alan Ball (1998-1999) - Tony Pulis (2000) - Steve Cleridge (2000-2001) - Graham Rix (2001-2002) - Harry Redknapp (2002-2004) - Velimir Zajec (2004-2005) - Alain Perrin (2005) - Harry Redknapp (2005-2008) - Tony Adams (2008-2009) - Paul Hart (2009) - Awram Grant (2009–2010) - Steve Cotterill (2010-2011) - Michael Appleton (2011-2012) - Guy Whittingham (2012-2013) - Richie Barker (2013-2014) - Andy Awford (2014-2015) - Paul Cook (2015-2017) - Kenny Jackett (2017-) |

## Kadra
Stan na styczeń 2017
| Nr | Poz. | Piłkarz                       |
| -- | ---- | ----------------------------- |
| 1  | BR   | David Forde (wyp. z Millwall) |
| 2  | OB   | Tom Davies                    |
| 3  | OB   | Enda Stevens                  |
| 4  | PO   | Danny Rose                    |
| 5  | OB   | Matt Clarke                   |
| 6  | OB   | Christian Burgess             |
| 7  | PO   | Carl Baker                    |
| 8  | PO   | Michael Doyle (kapitan)       |
| 11 | PO   | Gary Roberts                  |
| 13 | BR   | Liam O’Brien                  |
| 14 | NA   | Curtis Main                   |

| Nr | Poz. | Piłkarz                     |
| -- | ---- | --------------------------- |
| 16 | OB   | Jack Whatmough              |
| 17 | NA   | Eoin Doyle (wyp. z Preston) |
| 18 | PO   | Jamal Lowe                  |
| 19 | NA   | Conor Chaplin               |
| 20 | NA   | Noel Hunt                   |
| 22 | PO   | Kal Naismith                |
| 23 | PO   | Kyle Bennett                |
| 24 | PO   | Amine Linganzi              |
| 25 | OB   | Drew Talbot                 |
| 26 | PO   | Gareth Evans                |
| 38 | OB   | Brandon Haunstrup           |

### Piłkarze na wypożyczeniu
| Nr | Poz. | Piłkarz                        |
| -- | ---- | ------------------------------ |
| 35 | BR   | Alex Bass (do Salisbury)       |
| 27 | PO   | Milan Lalkovic (do Ross Conty) |
| 24 | NA   | Michael Smith (do Northampton) |

## Europejskie puchary
Legenda do wszystkich tabel:
- Q – runda eliminacyjna, 1/16, 1/8, 1/4, 1/2 – odpowiednia faza rozgrywek, Grupa – runda grupowa, 1r gr – pierwsza runda grupowa, 2r gr – druga runda grupowa, F – finał, R – runda, PO – play-off
- k. – rzuty karne, los. – losowanie, Dogr. – dogrywka, w. – zasada bramek strzelonych na wyjeździe

| Sezon   | Rozgrywki   | Runda   | Przeciwnik    | Dom | Wyjazd | Ogólnie    |
| ------- | ----------- | ------- | ------------- | --- | ------ | ---------- |
| 2008/09 | Puchar UEFA | 1R      | Vitória SC    | 2–0 | 2–2    | 4–2, Dogr. |
| 2008/09 | Puchar UEFA | Grupa E | SC Braga      |     | 0–3    | 4. miejsce |
| 2008/09 | Puchar UEFA | Grupa E | A.C. Milan    | 2–2 |        | 4. miejsce |
| 2008/09 | Puchar UEFA | Grupa E | VfL Wolfsburg |     | 2–3    | 4. miejsce |
| 2008/09 | Puchar UEFA | Grupa E | sc Heerenveen | 3–0 |        | 4. miejsce |